# Ласло Фелкаї
Ласло Фелкаї (угор. László Felkai, 1 березня 1941 — 10 квітня 2014) — угорський ватерполіст і плавець.
Олімпійський чемпіон 1964 року.
Бронзовий призер Олімпійських ігор 1960, 1968 років.